# 特勒爾縣 (喬治亞州)
特勒爾縣（英語：Terrell County）是美國喬治亞州西南部的一個縣。面積874平方公里。根據美國2000年人口普查，共有人口10,970人。縣治道森（Dawson）。
成立於1856年2月16日。縣名紀念醫生、聯邦眾議員威廉·特勒爾（William Terrell）。